# Classe Zumwalt
La classe Zumwalt è una classe di cacciatorpediniere della United States Navy, il cui allestimento è iniziato col primo esemplare nell'ottobre 2008 ai cantieri Bath Iron Works.

## Progetto

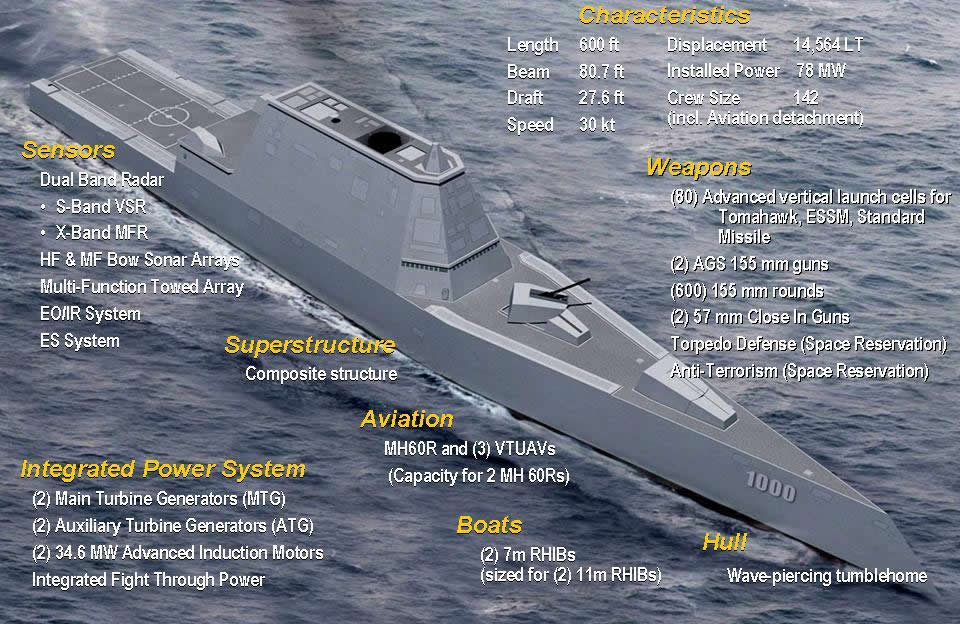
Schema della Zumwalt

La capoclasse è stata dedicata all'ammiraglio Elmo Zumwalt, importante figura nella US Navy degli anni sessanta e settanta, come capo delle operazioni navali ed autore di una importante riforma del personale della marina.
Inizialmente programmati in 32 esemplari, questi per problemi di realizzazione e lievitazione dei costi sono stati ridotti prima a 10 poi a 3 e il programma è considerato a rischio dalla US Navy secondo quanto stabilito dall'emendamento Nunn-McCurdy del 2010 sui tagli ai costi della difesa. Il progetto contempla uno scafo di concezione stealth molto spinta, elettronica d'avanguardia, due lanciatori verticali multiarma per complessivi 256 missili, due cannoni automatici da 155mm e due sistemi CIWS da 57mm per la difesa di punto. Il progetto prevede anche l'installazione di cannoni ad induzione (railgun) quando questa tecnologia sarà matura.
Per la prima volta dalla guerra russo-giapponese del 1905, una nave militare riprende la forma con una prua a sperone, questa volta non come arma offensiva ma per diminuire la segnatura radar e "aprire" le onde piuttosto che cavalcarle.

## Realizzazione
Il contratto per la pianificazione della produzione e reperimento dei materiali è stato firmato con la Northrop Grumman per 90 milioni di dollari USA il 13 novembre 2007. Il 14 febbraio 2008, la Bath Iron Works è stata scelta come contrattista per la costruzione della USS Zumwalt (DDG-1000), e Northrop Grumman Shipbuilding ha avuto il contatto per la successiva USS Michael Monsoor (DDG-1001), al costo di $1.4 miliardi ognuna.

## Unità della classe
-USS Zumwalt (DDG-1000)
-USS Michael Monsoor (DDG-1001)
-USS Lyndon B. Johnson (DDG-1002)